# Грасберг (кар'єр)

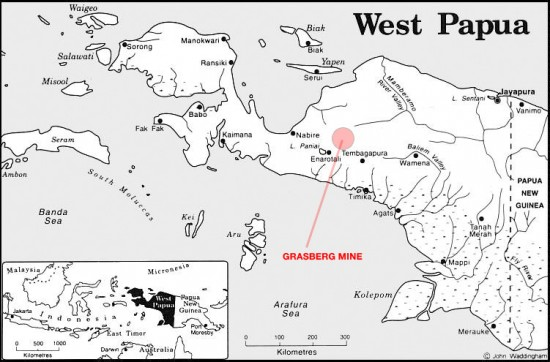
Карта розташування родовища Ґрасберґ

Копальня Ґрасберґ (англ. Grasberg mine) — найбільший золотий рудник і третій за величиною кар'єр з видобутку міді, а також найвищий кар'єр в світі. Він розташований в провінції Центральне Папуа, Індонезія, поблизу Джаї — найвищої гори острова Нова Гвінея. На розробці працює 20 тис. робітників.
Пакет акцій копальні належить дочірній американській компанії Freeport-McMoRan. Уряд Індонезії володіє рештою 9,36 % від PT Freeport Індонезії. FCX працює в рамках угоди з урядом Індонезії, яка дозволяє компанії проводити розвідку, видобуток і виробничу діяльність в районі 100 км² (24 700 акрів) (Блок А). Вона також проводить геологорозвідувальні роботи в навколишніх 2023,5 км² (500 000 акрів) (Блок Б). Усі доведені і ймовірні мінеральні запаси Фріпорта і поточний видобуток розташовані в блоці А.
У 2006 році було вироблено 610 800 тонн міді; 58 474,392 кг золота і 174 458,971 кг срібла.

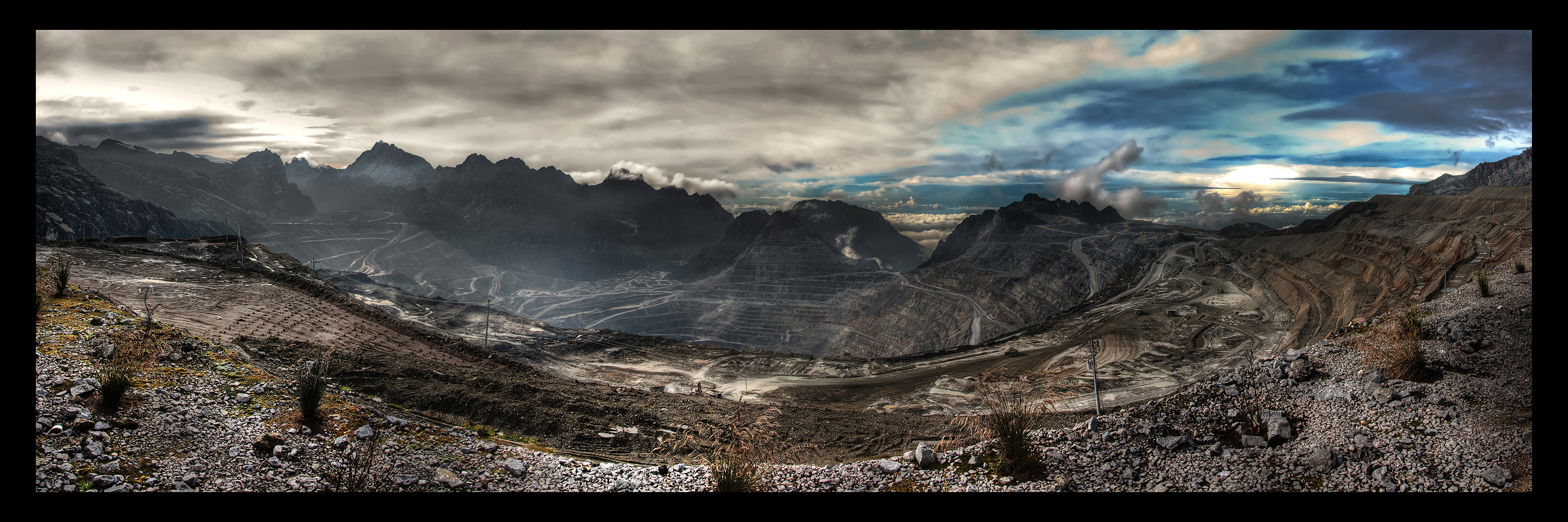
Панорама родовища, 2009